# CNEOS 2014-01-08

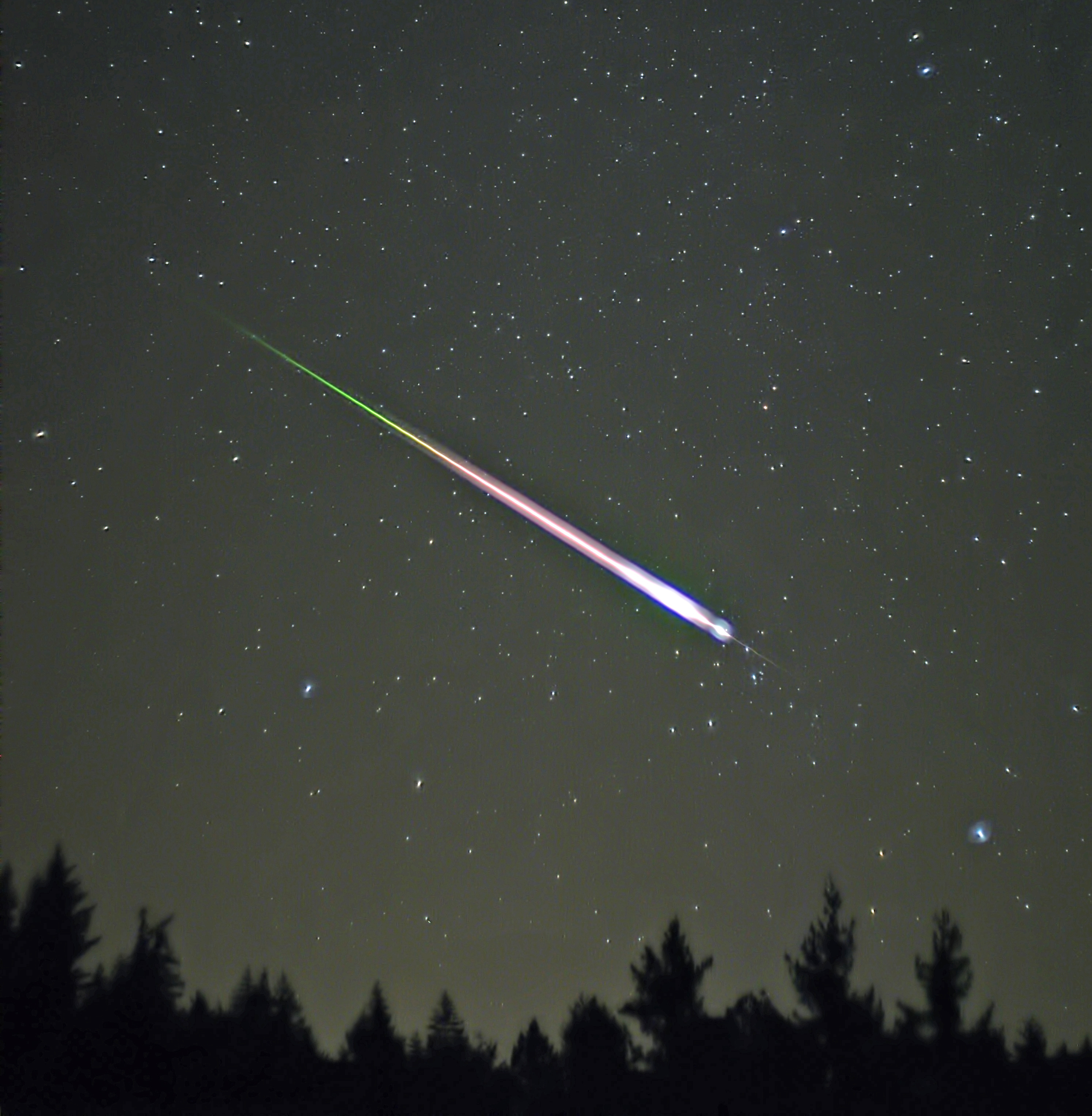
夜空に光る典型的な流星の画像

CNEOS 2014-01-08 は、2019年6月にアメリカの天文学者 Amir Siraj と Abraham Loeb によって報告され、2022年4月にアメリカ宇宙コマンドによって正式に確認された、恒星間天体の可能性がある天体である。Interstellar meteor 1 を略して IM1 とも呼称されている。この天体は、2014年1月8日17時5分34秒（協定世界時）にパプアニューギニア北東部の沿岸近く（南緯1度18分 東経147度36分 / 南緯1.3度 東経147.6度座標: 南緯1度18分 東経147度36分 / 南緯1.3度 東経147.6度）の上空 18.7 km 地点で火球として検出された。研究者らによると、この流星は 99.999% の信頼度で軌道離心率が1を超える双曲線軌道を持っていたと述べている。地球進入時の衝突エネルギーは 0.11 kt であったと推定されている。恒星間天体が地球へ飛来したことが確認された史上初めての事例である可能性がある。

## 発見と確認
CNEOS 2014-01-08 は、地球近傍天体研究センター (CNEOS) のデータ内から発見された。地球への進入速度はCNEOSによると 44.8 km/s となっているが、地球自身の公転運動の影響を考慮しない太陽に対する相対速度は 66.5 km/s に達しており、太陽系外の別の恒星系の中心部で形成されて地球へ飛来してきた可能性がある。アメリカ天文学会研究ノートに掲載された2019年の Jorge I. Zuluaga による研究では、どの方向から飛来してきたかが不明であるとしても、CNEOS 2014-01-08 が双曲線軌道を描いていた確率は 48% に留まると結論付けていた。
研究チームが CNEOS 2014-01-08 が恒星間天体であるという確証を得るには、進入速度の不定性など測定値の精度に関する重要な情報をアメリカ軍のミサイル発射の監視方法に関する防衛上の名目でアメリカ政府が公開していなかったという問題があり、この天体が星間空間起源であることに懐疑的な意見もあった。しかし2022年に、アメリカ航空宇宙局 (NASA) に報告された CNEOS 2014-01-08 の速度に関するデータの正確性を基に「恒星間軌道を持つことを示すのに十分な正確性がある」という通知がアメリカ宇宙コマンドの副司令官から研究チームへ送られたという。

## 破片の捜索
CNEOS 2014-01-08 が恒星間天体である可能性を報告した研究チームの一人である Amir Siraj は「我々は現在、マヌス島沖の太平洋の底への探査ミッションが実りあるもの、あるいは可能なものでさえあるかどうかを調べている」と述べている。その後のプレプリント（およびインタビュー）にて、研究結果を報告した研究者らは太平洋へ落下したこの火球で生じた小さな隕石の破片を、長縄ウインチ (long line winch) を使用して展開された磁気を帯びたソリを用いて、隕石の落下が予想される 10 km2 に及ぶ範囲内の海域の海底で回収する遠征プロジェクト「ガリレオ・プロジェクト」について説明したが、Abraham Loeb によるとこの隕石は「組成と速度の両方において珍しい」ものであると見受けられ、この隕石が「地球外からの機具」である可能性も排除できないとしている。Siraj は「至近距離で恒星間天体を研究する別の方法は、将来的に地球の近隣を通過する天体への探査ミッションを開始することである」としたが、このようなミッションではガリレオ・プロジェクトの予算である160万ドルよりも約1,000倍も高価な計画になると考えられると述べた。研究者らは論文内において CNEOS 2014-01-08 の特異性について以下のように述べている。
興味深いことに、光度ピーク時のラム圧が 194 MPa である CNEOS 2014-01-08 は、273個の火球全ての中で最も高い材料強度を持っている。 2番目に引張強さが大きいのはそれよりも2 倍以上小さく、2017年12月15日13時14分37秒の火球の 81 MPa である。3番目に高い 75 MPa の引張強度を持つ2017年3月9日4時16分37秒の火球は、星間流星候補の可能性があると我々は特定した（Siraj & Loeb 2019c）。もちろん、この結果は最初の星間流星が技術文明によって人工的に作られたものであり、起源が天然のものではないことを意味するものではない（Loeb 2021）。鉄隕石は地球に到達する宇宙起源の石質物質の約20分の1を占めている。
(Interestingly, CNEOS 2014-01-08, with a ram pressure of 194 MPa at peak brightness, has the highest material strength of all 273 bolides. The second highest tensile strength is smaller by more than a factor of 2, namely 81 MPa for the 2017-12-15 13:14:37 bolide. The third highest tensile strength, 75 MPa, belongs to the 2017-03-09 04:16:37 bolide, which we identified as a possible interstellar meteor candidate (Siraj & Loeb 2019c). Of course, this result does not imply that the first interstellar meteor was artificially made by a technological civilization and not natural in origin (Loeb 2021). Iron meteorites make about a twentieth of all space rocks arriving on Earth.)
2022年9月、Loeb は自身のブログにへの投稿で、隕石の破片を探索するガリレオ・プロジェクトでの遠征に必要な資金が全額投入されたと発表し、2023年の夏にこの遠征が開始される予定となった。
2022年11月、CNEOS-2014-01-08 にみられる異常な特性（高い強度と地球落下前に描いていた双曲線軌道を含む）は、本来のパラメータではなく測定誤差として説明する方が適切であると主張する研究論文が公表された。これが事実であれば、隕石の破片の回収に成功する可能性は非常に低いことになる。
2023年7月、Amir Siraj と Abraham Loeb は同年6月14日から行われたパプアニューギニア沖の海底捜索の結果、直径が 100 – 700 μm 程度の球体のサンプルを50個以上発見した。これらの球体は流星塵に起源を持つか、あるいは人類の工業活動で発生した金属粉塵が沈降したものである可能性がある。これらの球体サンプルの組成分析や構造、同位体比から求められる形成年代などの複数の根拠から、Loeb らはこのサンプルが恒星間天体もとい CNEOS 2014-01-08 に由来している可能性があるとしている。一方で、これらの分析はまだ初期段階であり、本当にこれらのサンプルが宇宙から飛来したものなのか、宇宙から飛来したものであって恒星間天体に起源を持つものなのかについて意見が分かれている。同年6月25日には、CNEOS 2014-01-08 の落下海域周辺では CNEOS による火球の進入速度が過大評価される傾向があり、これを基に考慮すると、CNEOS 2014-01-08 の進入速度は 20 km/s 以下と従来よりもかなり低速で、恒星間天体ではなく太陽系内の天体に由来する普遍的な流星であったことを指摘する研究がarXivにて公表されている。